# Schlacht am Oak Grove
Hampton Roads – Yorktown – Williamsburg – Elthams Landing – Drewrys Bluff – Hanover Courthouse – Seven Pines – Oak Grove – Beaver Dam Creek – Gaines’ Mill – Garnetts & Goldings Farm – Savage’s Station – White Oak Swamp – Glendale – Malvern Hill
Die Schlacht am Oak Grove, auch unter den Namen Schlacht bei Frenchs Field oder Kings School House bekannt, war die erste Schlacht der Sieben-Tage-Schlacht im Sezessionskrieg. Sie fand am 25. Juni 1862 in Henrico County, Virginia statt.
Generalmajor George B. McClellan griff entlang der Williamsburg Road mit dem III. Korps der Unionstruppen unter Generalmajor Samuel P. Heintzelman an. Damit wollte er seine Belagerungsgeschütze auf einem kleinen Plateau in Stellung bringen, um Richmond beschießen zu können. Der Angriff der Union wurde über sumpfiges Gelände vorgetragen und von Generalmajor Benjamin Hugers Division der Konföderierten wiederholt zurückgeschlagen. Bei Einbruch der Dunkelheit hatte das III. Korps einen Raumgewinn von 600 Metern erzielt. In der Nacht wurden die Kämpfe gestoppt, und alle gingen zurück in ihre Ausgangsstellungen.
Am nächsten Tag übernahm General Lee die Initiative und griff am Beaver Dam Creek an.